# Panamericano (paroisse civile)
Pour les articles homonymes, voir Panamericano.
Panamericano est l'une des deux paroisses civiles de la municipalité de Panamericano dans l'État de Táchira au Venezuela. Sa capitale est Coloncito, chef-lieu de la municipalité.